# كفار جلعادي
كفار جلعادي (عبرية: כְּפַר גִּלְעָדִי، حرفياً قرية جلعادي) هو كيبوتس في إصبع الجليل شمالي فلسطين المحتلة. بوقوعه جنوب المطلة على جبال نفتالي فوق سهل الحولة وعلى طول الحدود اللبنانية، فإنه يندرج ضمن اختصاص مجلس الجليل الأعلى الإقليمي.
تأسست كفار جلعادي في عام 1916 من قبل أعضاء هاشومير على أرض تملكها جمعية الاستعمار اليهودي. وقد سميت على اسم إسرائيل جلعادي، أحد مؤسسي حركة هاشومير. خضعت المنطقة لتعديلات حدودية متقطعة بين البريطانيين والفرنسيين، وفي عام 1919، تخلى البريطانيين عن الجزء الشمالي من منطقة الجليل الأعلى التي تضم تل حاي والمطلة والحمراء وكفار جلعادي إلى الولاية الفرنسية. من عام 1922 إلى 1948، تم تهريب بين 8,000–10,000 مهاجر يهودي إلى فلسطين عن طريق كيبوتس جلعادي، بالتحايل على حظر الانتداب للهجرة اليهودية. وجاء المهاجرون من سوريا ولبنان وتركيا والعراق وأفغانستان وأوروبا الشرقية.
في عملية تعرف باسم ميفتساه هاآلف، تم تهريب 1,300 طفل يهودي إلى خارج سوريا بين عام 1945 و1948. في الكيبوتس، كان الأطفال يرتدون ملابس العمل ومخبئون في أقفاص الدجاج وحظائر الكيبوتس.
في 6 أغسطس 2006، خلال حرب لبنان 2006، قتل اثنا عشر من الجنود الاحتياطيين بجيش الدفاع الإسرائيلي بعد أن أصيبوا بصاروخ كاتيوشا أطلقه حزب الله من جنوب لبنان. تم جمع مجموعة من المدفعية في الكيبوتس استعداداً لاتخاذ إجراء في هذا النزاع.

## روابط خارجية
- الموقع الرسمي (بالعبرية)